# Axiom konstruovatelnosti
Axiom konstruovatelnosti tvrdí, že třída {\displaystyle \mathbb {L} } všech konstruovatelných množin je totožná s univerzální třídou {\displaystyle \mathbb {V} } (tj. třídou všech množin). Lze jej zapsat ve velice elegantním a úsporném tvaru:
{\displaystyle \mathbb {V} =\mathbb {L} }.

## Postavení axiomu konstruovatelnosti v teorii množin
Axiom konstruovatelnosti je velice silné tvrzení, které je nezávislé na běžně přijímaných axiomech Zermelo-Fraenkelovy teorie množin — z jejích axiomů nelze dokázat ani {\displaystyle \mathbb {V} =\mathbb {L} }, ani jeho negaci.
Silným tvrzením myslíme fakt, že omezuje svět teorie množin na „rozumně se chovající“ množiny, a vylučuje z něj všechny ostatní. Tato síla je dobře vidět na tom, že z {\displaystyle \mathbb {V} =\mathbb {L} } lze dokázat axiom výběru i zobecněnou hypotézu kontinua.